# 严独鹤
严独鹤（1889年—1968年），原名严桢，字子材，号知我、槟芳馆主，笔名独鹤、老卒、晚晴等，男，浙江桐乡人，中国作家、报刊活动家，曾主笔上海新闻报副刊《快活林》。曾任上海图书馆副馆长，上海市人大代表，第三、四届全国政协委员。

## 家族
清朝咸丰年间翰林严辰的侄孙。